# Nikol Merizaj
Nikol Merizaj (* 7. August 1998 in Fier) ist eine albanische Schwimmerin.

## Erfolge
Merizaj begann als junger Teenager mit dem Schwimmen. Sie lebt und trainiert in Tirana.
Bei den Olympischen Sommerspielen 2016 in Rio de Janeiro nahm sie am 100-Meter-Freistilwettbewerb teil, wo sie im Vorlauf den 43. Platz belegte und nicht weiterkam. Im Jahr 2019 vertrat sie Albanien bei den Weltmeisterschaften in Gwangju, Südkorea. Sie trat in den Disziplinen 50 m Freistil und 100 Meter Freistil an. In beiden Disziplinen kam sie nicht ins Halbfinale. Bei den 2021 ausgetragenen Olympischen Sommerspielen 2020 trat sie über 50 m Freistil an, wo sie den 42. Platz errang.
Vielfach wurde Merizaj albanische Meisterin (schon 2013 bei den Junioren), wie sie auch rund ein Dutzend nationale Rekorde brach – vor allem im Freistil und Brustschwimmen, aber auch einzelne im Schmetterlingsschwimmen, Rückenschwimmen, Lagenschwimmen und Staffelwettbewerben. An den Kurzbahnweltmeisterschaften 2021 konnte sie gleich zwei nationale Rekorde erzielen.